# Nomada banahaonis
Nomada banahaonis är en biart som beskrevs av Cockerell 1915. Nomada banahaonis ingår i släktet gökbin, och familjen långtungebin. Inga underarter finns listade i Catalogue of Life.